# Eberhard Schulz

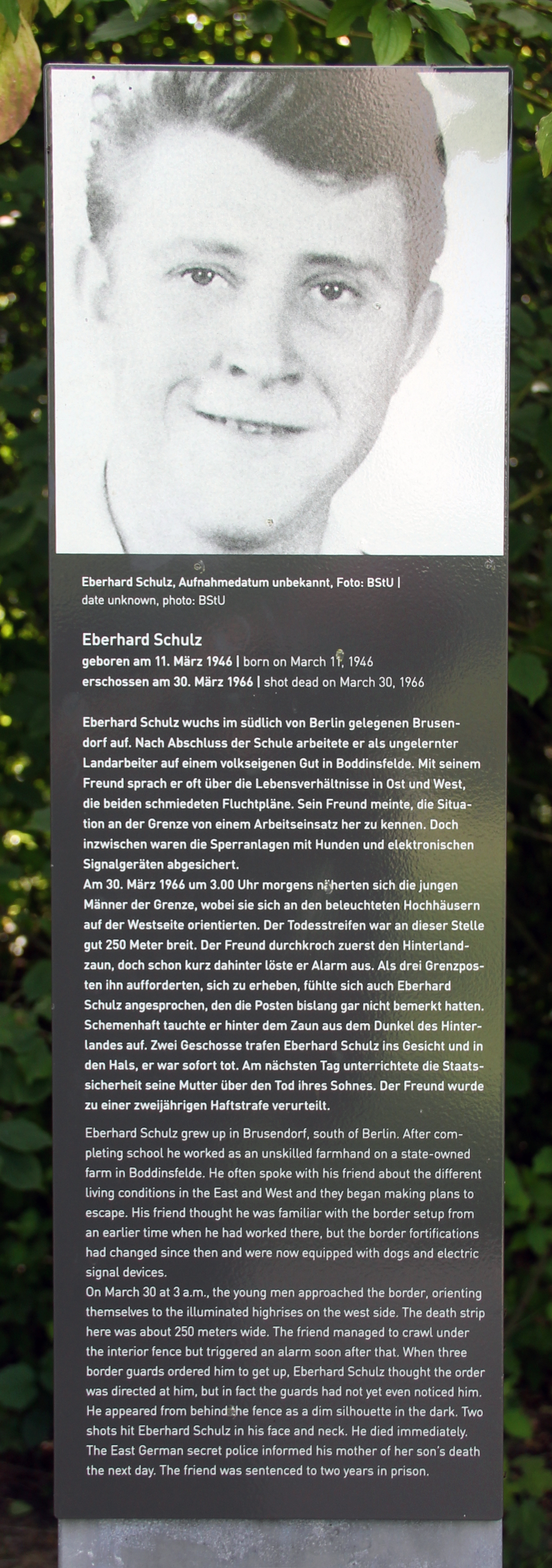
Tablica pamiątkowa, Kölner Damm w Großziethen

Eberhard Schulz (ur. 11 marca 1946 w Glasow (gmina Blankenfelde-Mahlow); zm. 30 marca 1966 w Großziethen k. Berlina) – ofiara śmiertelna Muru Berlińskiego, zastrzelony przez żołnierzy wojsk granicznych NRD podczas próby ucieczki do Berlina Zachodniego.

## Życiorys i okoliczności śmierci
Po rozstaniu rodziców Schulz pozostał wraz z trójką rodzeństwa u matki mieszkając odtąd w położonej na południe od Berlina miejscowości Brusendorf. Po ukończeniu szkoły podjął pracę w gospodarstwie państwowym w Boddinsfelde. W jednej z rozmów z kolegą z pracy – Dieterem K. – rozważał możliwości ucieczki na Zachód. Dyskusja niniejsza kontynuowana była w kręgu znajomych, gdzie spotkała się z zainteresowaniem kilku innych osób, z uwagi na ryzyko i liczne obawy wszyscy pozostali zainteresowani rychło odstąpili od tego zamiaru. 
Wieczorem 29 marca Schulz i K. zabrali z miejsca pracy nożyce do cięcia drutu, po czym udali się rowerami do oddalonego o 20 kilometrów i leżącego w obrębie umocnień granicznych Großziethen. Chociaż zauważyli, że umocnienia na tym odcinku są o wiele bardziej rozbudowane niż się spodziewali, a dodatkowo zgubili zabrane wcześniej nożyce, postanowili pomimo to zrealizować swój zamiar. Dieter K. wspiął się na pierwszy z płotów zabezpieczających, powodując przy tym uruchomienie alarmu. Mężczyźni padli odruchowo na ziemię pozostając w bezruchu do momentu pojawienia się trzech żołnierzy wojsk granicznych, którzy rozkazali domniemanym uciekinierom wstać z podniesionymi do góry rękami. Schulz znajdował się jednak w tym momencie jeszcze poza tzw. pasem śmierci, w związku z czym pozostawał dotąd niezauważony przez żołnierzy. Według wersji Dietera K. jeden z nich otworzył natychmiast do Schulza ogień, strzelający żołnierz zeznać miał natomiast, jakoby ten schwycił go za mundur i stawił opór, przez co doszło do decyzji o użyciu broni. W wyniku postrzału w twarz i szyję Schulz zginął na miejscu, Dieter K. został zaś aresztowany i skazany w wyniku procesu sądowego na dwa lata pobytu w więzieniu służby bezpieczeństwa NRD we wschodnioberlinskim Hohenschönhausen. 
Opinia publiczna dowiedziała się o tragicznym zdarzeniu  się po raz pierwszy w 1991 r. Wszczęte przez prokuraturę państwową w Berlinie postępowanie umorzono jednak w 1996 r. ze względu na brak jednoznacznych dowodów i liczne zawiłości.

## Literatura
Hans-Hermann Hertle, Maria Nooke: Die Todesopfer an der Berliner Mauer 1961 - 1989 : ein biographisches Handbuch / hrsg. vom Zentrum für Zeithistorische Forschung Potsdam und der Stiftung Berliner Mauer. Links, Berlin 2009, ISBN 978-3-86153-517-1.